# 大洋駅

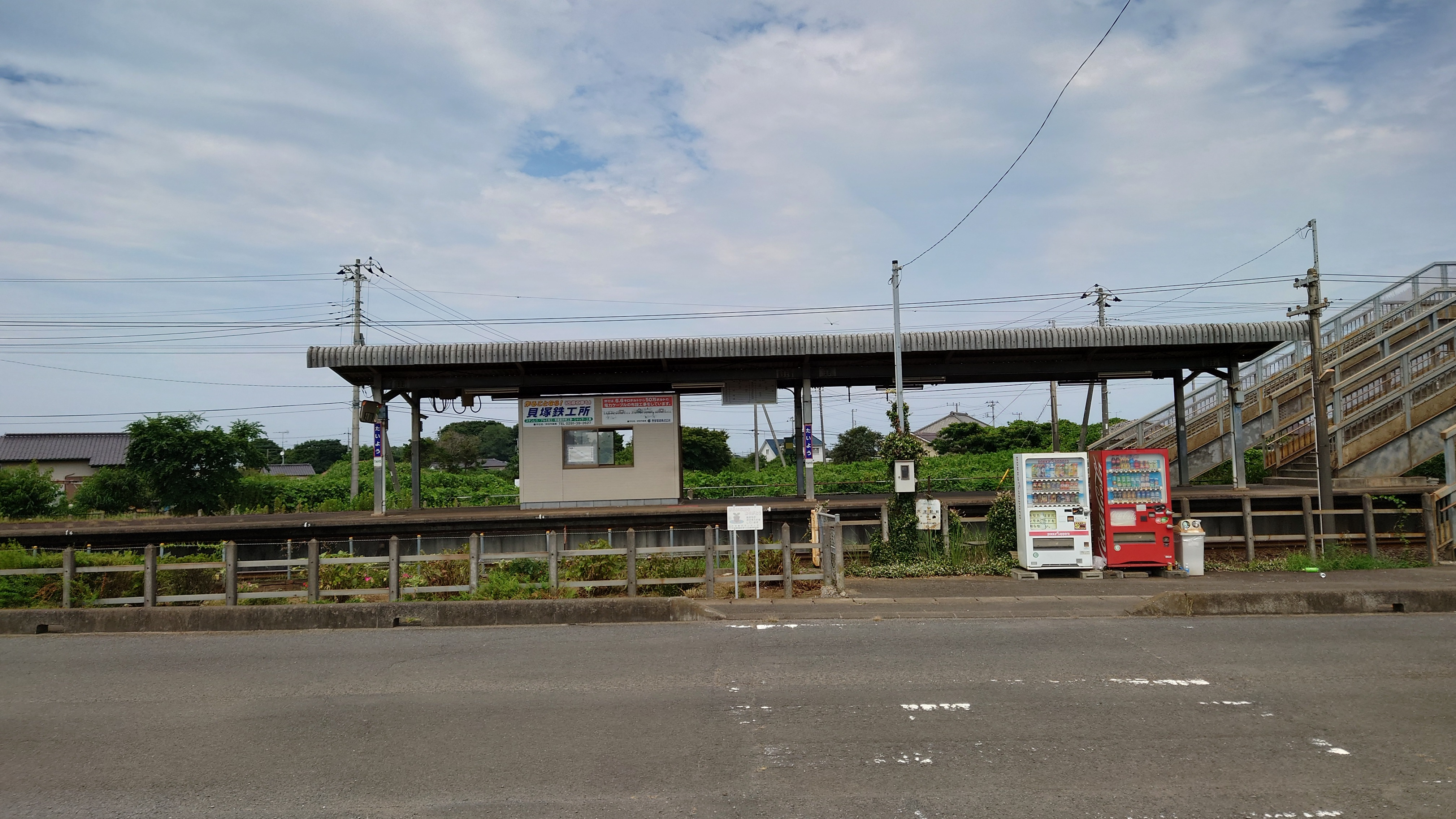
発着ホーム（駅構外より）2022年8月

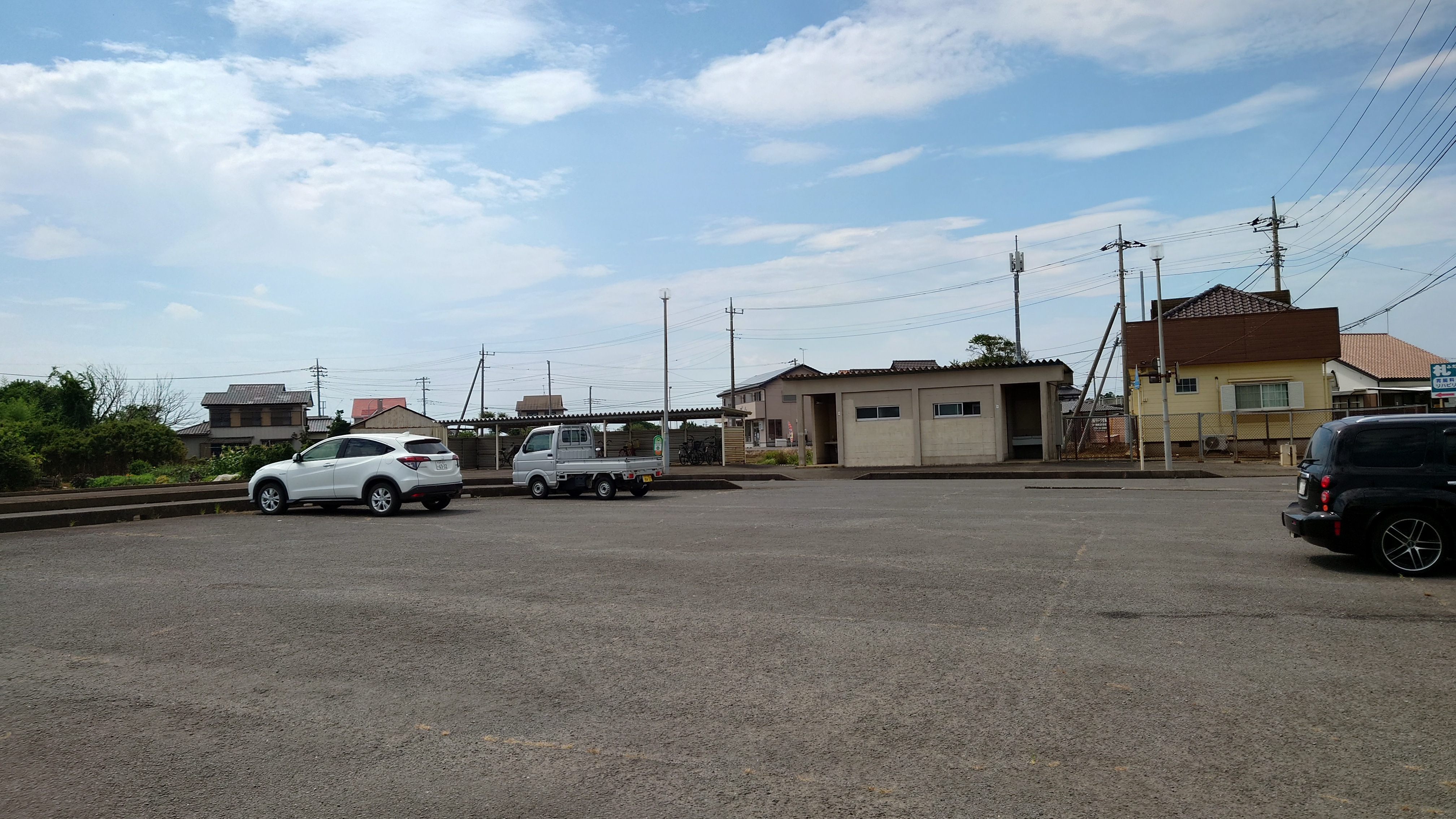
駅前（駐輪場・駐車場）2022年8月

大洋駅（たいようえき）は、茨城県鉾田市汲上にある鹿島臨海鉄道大洗鹿島線の駅である。

## 歴史
- 1985年（昭和60年）3月14日 - 大洗鹿島線開通と同時に開業[1]。

## 駅構造
島式ホーム1面2線を有する地上駅。無人駅である。

### のりば
| 番線 | 路線        | 方向 | 行先                   |
| ---- | ----------- | ---- | ---------------------- |
| 1    | ■大洗鹿島線 | 下り | 鹿島神宮方面           |
| 2    | ■大洗鹿島線 | 上り | 新鉾田・大洗・水戸方面 |

### 当駅における運行形態
- 上り（新鉾田・大洗・水戸方面)
  - 日中は概ね1-2時間に1本の普通列車（水戸行、一部大洗行）が停車する[2]。
- 下り（鹿島大野・鹿島神宮方面）
  - 日中は概ね1-2時間に1本の普通列車（鹿島神宮行）が停車する[2]。

## 利用状況
| 1日乗降人員推移 | 1日乗降人員推移 |
| 年度            | 1日平均人数     |
| --------------- | --------------- |
| 2011年          | 208             |
| 2012年          | 274             |
| 2013年          | 250             |
| 2014年          | 244             |
| 2015年          | 239             |
| 2016年          | 271             |
| 2017年          | 267             |
| 2018年          | 262             |

## 駅周辺
- 国道51号
- 国道354号
- 茨城県道242号鉾田鹿嶋線
- 鉾田市役所大洋総合支所（旧・大洋村役場）
- 汲上郵便局
- 水戸信用金庫大洋支店
- オハヨー乳業関東工場
- くぬぎの森スポーツ公園

## 隣の駅
鹿島臨海鉄道
■大洗鹿島線
北浦湖畔駅 - 大洋駅 - 鹿島灘駅